# 陆前进
陆前进（1962年6月—），男，中国皮肤病专家，中国医学科学院皮肤病医院执行院长、中国医学科学院皮肤病研究所执行所长，主任医师，教授、博士生导师，中国医学科学院学术咨询委员会学部委员。